# Умершие в марте 2013 года
Это список известных людей, соответствующих установленным критериям значимости (см. Википедия:Критерии значимости персоналий), умерших в марте 2013 года.
Причина смерти указывается лишь в исключительных случаях (убийство, самоубийство, гибель в результате военных действий, смертная казнь, ДТП или несчастные случаи). В остальных случаях — не указывается.

## Список

### 31 марта
- Бранд, Шарль Амарен (92) — французский прелат, архиепископ Монако (1981—1984), архиепископ Страсбурга (1984—1997)[1].
- Кулагин, Константин Васильевич (78) — российский нижегородский актёр и режиссёр, заслуженный артист России[2].
- Маш, Ента Гершевна (91) — еврейская (идиш) писательница[3].
- Смит, Ронни Рей (64) — американский спринтер, чемпион летних Олимпийских игр в Мехико (1968) в эстафете 4×100 м[4].
- Тимерзянов, Закий Тимерзянович (87) — советский нефтяник, Герой Социалистического Труда[5].
- Томпсон, Элиза (113) — старейшая жительница США[6].
- Учайкин, Дмитрий Викторович (33) — российский и казахстанский хоккеист («Иртыш» Павлодар); инсульт[7][8].
- Явади, Ахмад (96) — иранский юрист и политик, первый министр внутренних дел после Исламской революции в Иране (1979), министр юстиции (1979)[9].

### 30 марта

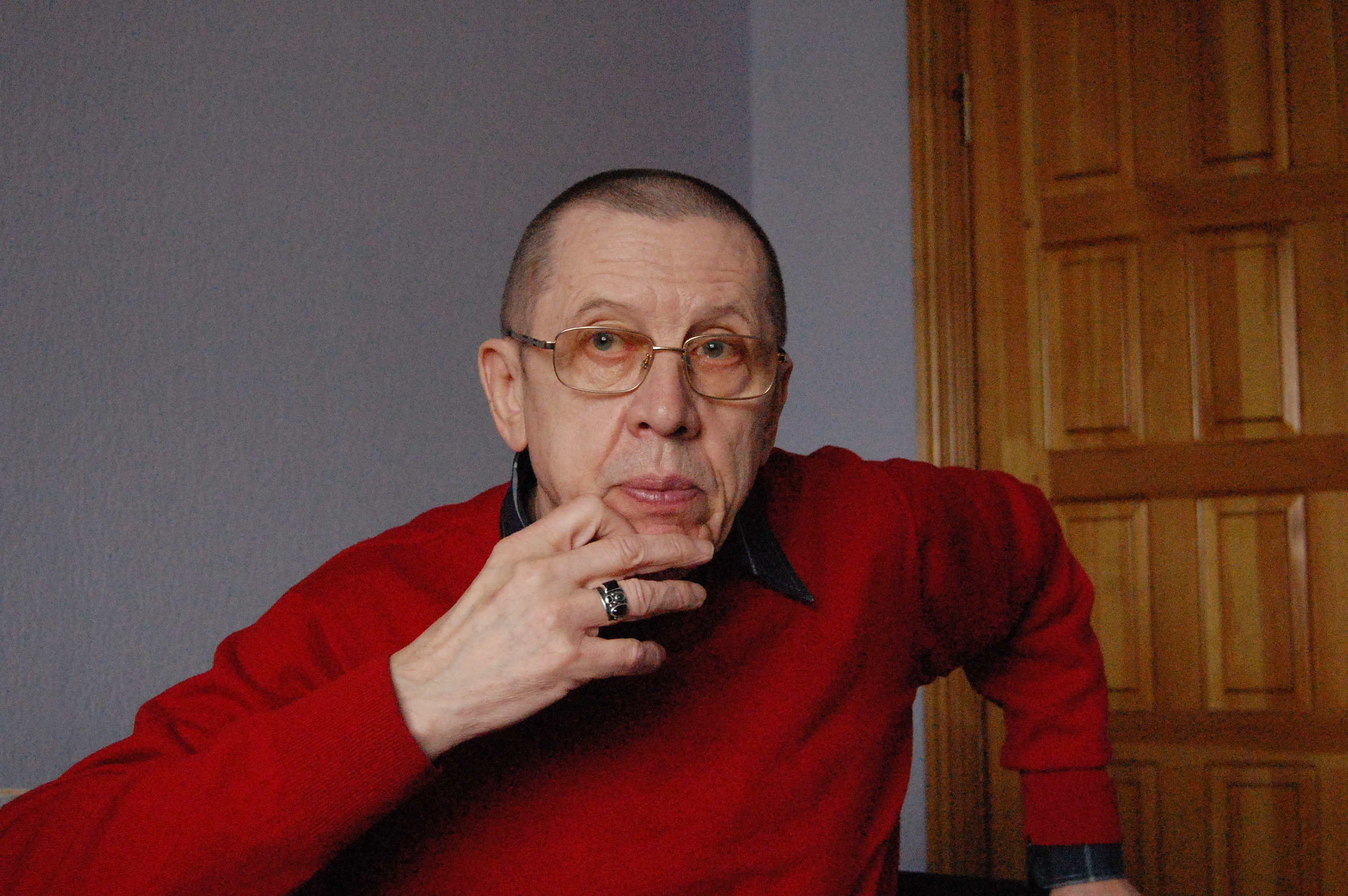
Валерий Золотухин

- Байтоканова, Алтынай — казахстанская иллюзионистка и журналистка, исполнительница уникальных трюков[10].
- Золотухин, Валерий Сергеевич (71) — советский и российский актёр театра и кино, режиссёр, руководитель театра на Таганке в 2011—2013 годах, народный артист РСФСР; опухоль мозга[11].
- Калифано, Франко (74) — итальянский композитор, певец и актёр[12].
- Коваленко, Пётр Павлович (89) — российский красноярский поэт[13].
- Лопес-Пенья, Хавьер (55) — один из лидеров испанской леворадикальной баскской организации ЭТА; инсульт[14].
- Рамон, Фил (72) — американский звукорежиссёр, музыкальный продюсер, скрипач и композитор[15].
- Синелина, Юлия Юрьевна (41) — известный российский социолог религии, доктор социологических наук, замдир ИСПИ РАН[16].
- Хоффман, Дэниел (89) — американский поэт, поэт-лауреат США (1973)[17].

### 29 марта

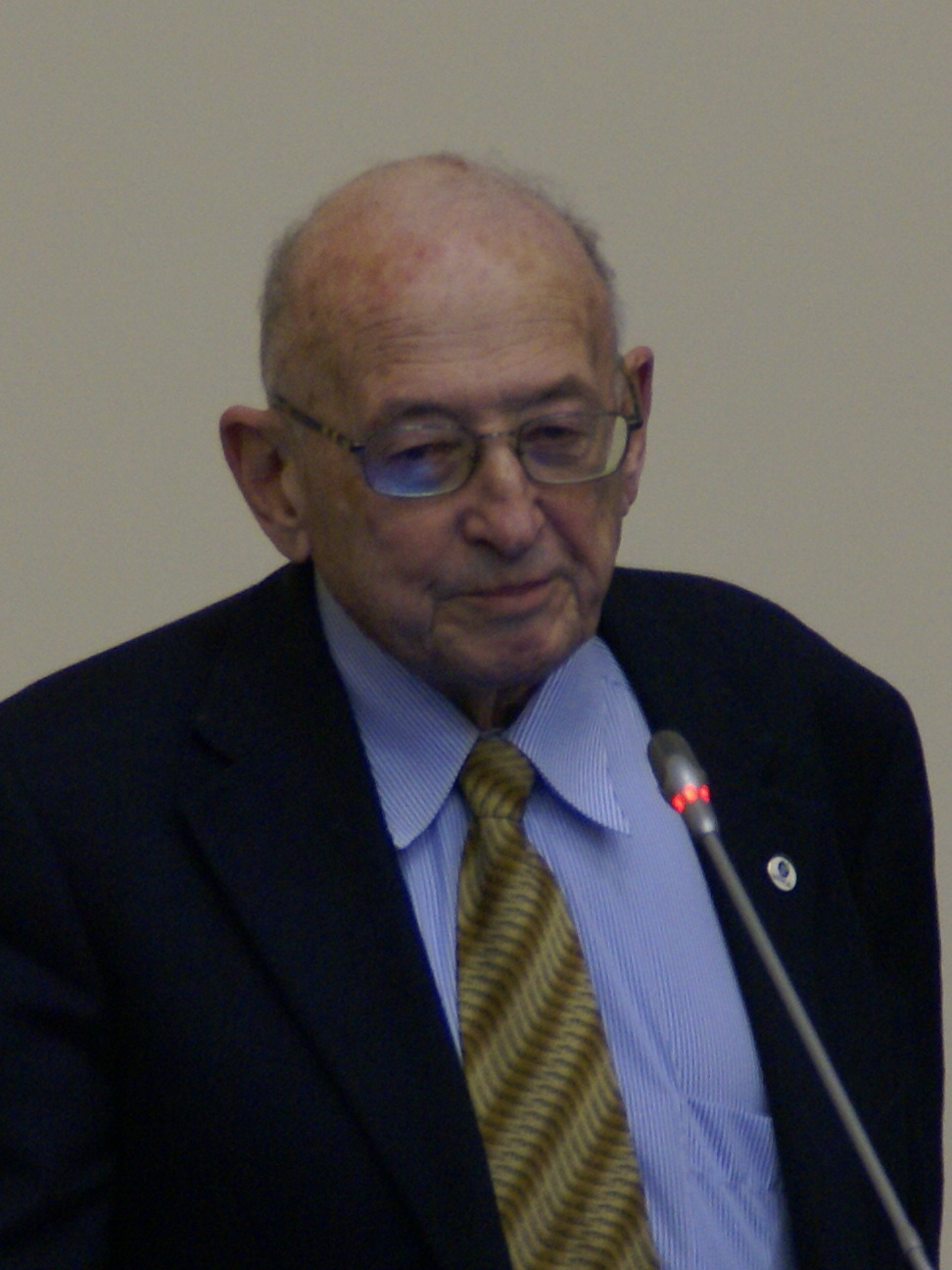
Михаил Перельман

- Бекоев, Дмитрий Гаврилович (68) — российский актёр санкт-петербургского детского театра «На Неве», снимался в кино; инсульт[18][19].
- Бюлер, Антон (90) — швейцарский конник, участник трёх Олимпиад, серебряный и бронзовый призёр Олимпийских игр 1960 в Риме[20].
- Грей, Реджинальд (82) — ирландский художник-портретист[21].
- Клейн, Ральф (70) — канадский политик, мэр Калгари (1980—1989), премьер-министр провинции Альберта (1992—2006)[22].
- Липский, Анджей (62) — польский актёр и театральный режиссёр, трёхкратный лауреат премии «Золотая маска»[23].
- Мартинес Новаль, Луис (65) — испанский политик, министр труда (1990—1993)[24].
- Перельман, Михаил Израилевич (88) — советский и российский торакальный хирург, академик АМН СССР — РАМН[25].
- Пико, Томас (73) — испанский актёр[26].
- Семак, Дмитрий Петрович (26) — актёр Малого драматического театра в Санкт-Петербурге, сын актёра Петра Семака; сердечный приступ[27].
- Филлипс, Арт (82) — канадский политик, мэр Ванкувера (1973—1977)[28].
- Янначчи, Энцо (77) — итальянский композитор, певец и актёр[29].

### 28 марта
- Асанбаев, Нажиб (Николай Васильевич) (91) — башкирский писатель, прозаик, драматург и общественный деятель[30].
- Бокс, Джордж (93) — британский статистик, чьим именем названы Преобразование Бокса — Мюллера и Q-тест Льюнга — Бокса[31].
- Гриффитс, Ричард (65) — британский актёр театра, кино и телевидения; осложнения после операции на сердце[32].
- Жумабаев, Абильмажин (84) — казахстанский писатель[33].
- Загурский, Зыгмунт[пол.] (87) — польский филолог, профессор полонистики Университета имени Адама Мицкевича в Познани, ветеран антифашистского и антисоветского подполья[34].
- Зилджян, Роберт (79) — американский предприниматель, основатель компании «Sabian»[35].
- Маккракен, Хью (60/61) — американский гитарист[36]
- Радоняк, Юрий Михайлович (77) — советский боксёр, серебряный призёр Олимпийских игр (1960), тренер[37].
- Стрел, Борис (53) — югославский словенский горнолыжник, бронзовый призёр чемпионата мира в гигантском слаломе (1982), самоубийство[38].
- Фишмен, Джералд (67) — американский предприниматель, генеральный директор Analog Devices (с 1996)[39].
- Хименес, Сорайя (35) — мексиканская тяжелоатлетка, чемпионка летних Олимпийских игр 2000 года; инфаркт[40].
- Червов, Николай Фёдорович (91) — член российской группы «Генералы и адмиралы за мир и безопасность», кандидат военных наук, доцент, участник Великой Отечественной войны, генерал-полковник в отставке[41].
- Шидакова, Патия Магометовна (80) — Герой Социалистического Труда (1950), колхозница[42].
- Шульц, Вольфганг (67) — австрийский музыкант, флейтист[43].

### 27 марта
- Андерсен, Яльмар (90) — норвежский конькобежец, трёхкратный олимпийский чемпион, многократный чемпион мира, Европы и Норвегии[44].
- Германавичюс, Витаутас (52) — литовский театральный режиссёр, главный режиссёр Вешинтайского театра[45].
- Кэнин, Фей (95) — голливудская сценаристка и продюсер, вторая женщина-президент Американской киноакадемии, номинантка на кинопремию «Оскар» (1959)[46].
- Лурье, Ефим Александрович (88) — директор Тверского ИнноЦентра (первого в стране), лауреат премии Правительства РФ в области образования, почётный работник высшего образования России[47].
- Смирнова, Валентина Васильевна (71) — советская и российская актриса[48].
- Сом, Николай Данилович (78) — украинский поэт, писатель[49].
- Стокер, Гордон (88) — американский музыкант («The Jordanaires»)[50].
- Тэтару, Тудор (55) — молдавский режиссёр, председатель Союза юмористов Молдавии[51].
- Фуэнсалида, Оросимбо (87) — чилийский епископ в Сан-Бернардо[52].

### 26 марта
- Выробек, Ежи (63) — польский футболист. Бывший игрок клуба «Рух» (Хожув) и сборной Польши[53].
- Данкверт, Алексей Георгиевич (81) — советский и российский организатор сельскохозяйственного производства, президент ОАО «Агроплемсоюз» (с 1991), действительный член Российской Академии естественных наук, заслуженный работник сельского хозяйства России[54].
- Евтушенко, Владимир Яковлевич (87) — русский советский писатель, журналист, редактор газет.
- Иаков (81) — епископ Элладской православной церкви, митрополит Арголидский (1985—2013)[55].
- Мальцев, Геннадий Васильевич (77) — правовед, доктор юридических наук, член-корреспондент РАН[56].
- Козловский, Кшиштоф (81) — польский политик, министр внутренних дел и начальник Управления охраны государства (1990—1996)[57].
- Мартини, Джанкарло (65) — итальянский гонщик, сооснователь команды «Минарди»[58].
- Новак, Ежи (89) — польский актёр[59].
- Падеров, Анатолий Николаевич (67) — бывший генеральный директор ОАО «Уральский завод гражданской авиации» (1979—2009)[60].
- Пейн, Дон (48) — американский сценарист и продюсер[61].
- Рудов, Юрий Васильевич (82) — олимпийский чемпион (1960), трехкратный чемпион мира и многократный чемпион СССР по фехтованию[62].
- Сорокин, Николай Евгеньевич (61) — советский и российский актёр театра и кино, театральный режиссёр, педагог, народный артист РФ (1999), художественный руководитель и директор Ростовского академического театра драмы, депутат Государственной думы РФ III созыва[63].
- Сукумари (74) — индийская актриса[64][65].
- Флеминг, Уэйн (62) — канадский хоккейный тренер[66].

### 25 марта
- Апальков, Михаил Петрович (87) — ветеран Великой Отечественной войны, полный кавалер ордена Славы[67].
- Вилимовский, Мариан (88) — польский фармацевт, профессор, ректор Вроцлавской медицинской академии (1981—1987), академик, вице-председатель отдела фармакологии Польской академии наук[68].
- Дисфорджес, Джин (83) — британская лекгоатлетка, бронзовый призёр летних Олимпийских игр в Хельсинки (1952)[69].
- Дыльнов, Геннадий Васильевич (73) — профессор Саратовского государственного университета, основатель и первый декан социологического факультета[70].
- Льюис, Энтони (85) — американский журналист, двукратный лауреат Пулитцеровской премии (1955, 1963)[71].
- Робер, Жан-Марк (58) — французский писатель, критик и сценарист[72].
- Эйнан, Эллен (81) — норвежская поэтесса, лауреат премии издательства «Аскехоуг» (2002)[73].

### 24 марта

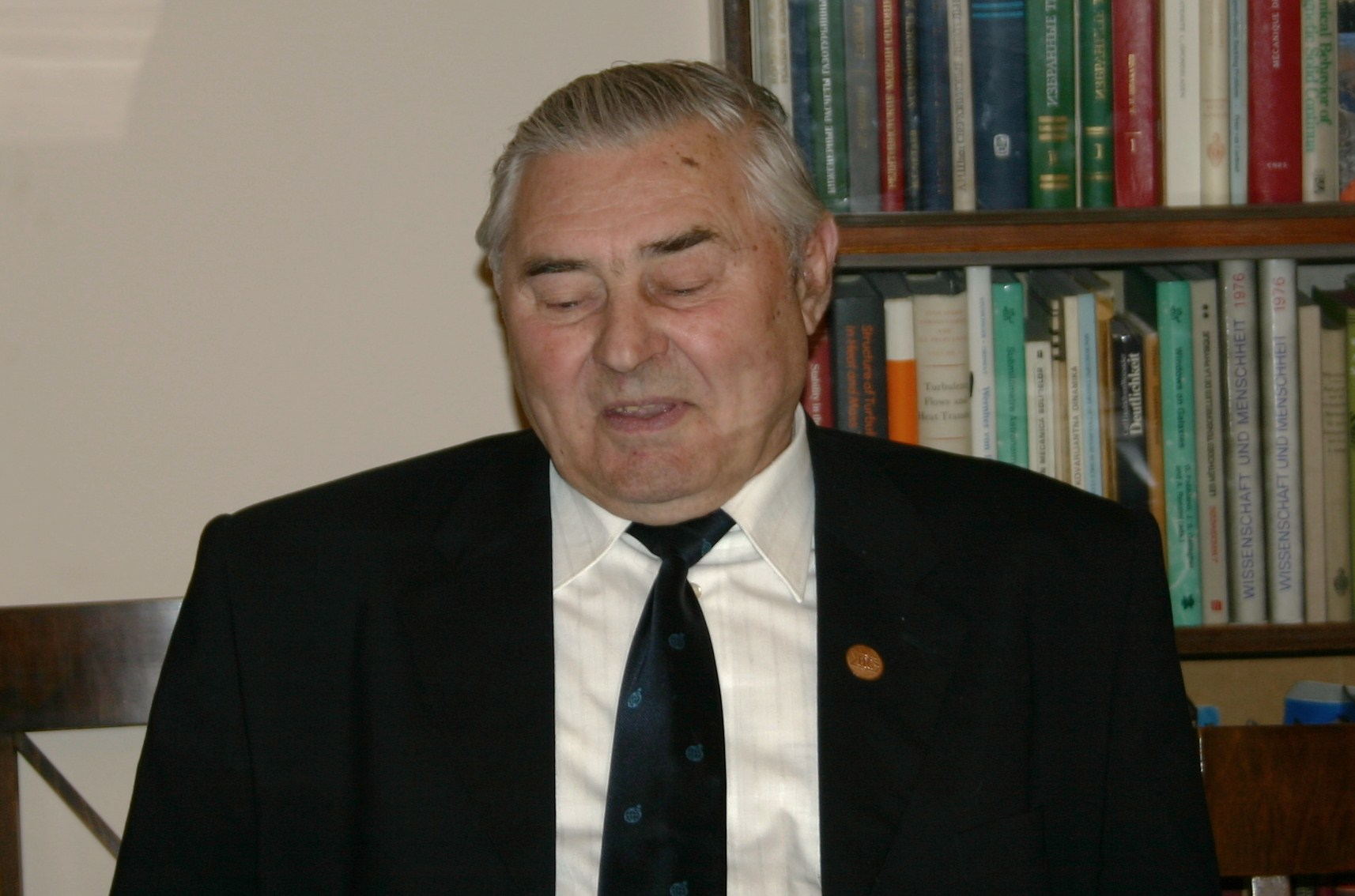
Гурий Марчук

- Андерсон, Барбара (87) — новозеландская писательница[74].
- Дрэджеску, Мариана (100) — румынская лётчица, последний из пилотов женской эскадрильи «Escadrila Alba»[75].
- Клейн, Нина Исаевна (89) — заслуженный юрист РСФСР, специалист по гражданскому праву, арбитражному процессу, антимонопольному законодательству[76].
- Лённинг, Инге (75) — норвежский учёный и политик, академик Норвежской академии наук, ректор Университета Осло (1985—1992), президент Лагтинга, вице-президент Стортинга (2001—2005)[77].
- Марчук, Гурий Иванович (87) — академик Российской академии наук, специалист в области вычислительной математики, физики атмосферы, геофизики, последний президент Академии наук СССР (1986—1991), Герой Социалистического Труда[78].
- Попов, Александр Серафимович (52) — создатель и первый директор Воронежского зоопарка (1992—2010), директор Воронежского заповедника (с 2010)[79].
- Ричардс, Дек (68) — американский музыкант и автор песен[80].
- Сазонов, Михаил Георгиевич (54) — профессор Московского государственного лингвистического университета.
- Хоувелл-Терлоу-Камминг-Брюс, Фрэнсис (101) — британский аристократ, политик и дипломат, британский верховный комиссар в Новой Зеландии (1959—1963), верховный комиссар в Нигерии (1963—1966), Генерал-губернатор Багамских Островов (1968—1972)[81].
- Цисарж, Честмир (93) — чешский и чехословацкий политик, министр образования Чехословакии, первый председатель Чешского национального совета (1968—1969), секретарь ЦК КПЧ, видный деятель «Пражской весны», позднее диссидент[82][83].

### 23 марта
- Березовский, Борис Абрамович (67) — российский предприниматель, политический деятель и учёный[84][85].
- Бетаки, Василий Павлович (82) — русский поэт и переводчик, эмигрант третьей волны; остановка сердца[86].
- Бонд, Дэвид (90) — британский яхтсмен, чемпион летних Олимпийских игр в Лондоне (1948)[87].
- Кайседо, Франклин (84) — чилийский актёр[88].
- Камехозу, Рапама (63) — намибийский политик, губернатор Очосондьюпы (2011—2012), губернатор Омахеке (с 2012)[89].
- Новиков, Виктор Гаврилович (66) — ректор Тюменской государственной академии мировой экономики, управления и права[90].
- Поюрьер, Мигель (74) — премьер-министр Нидерландских Антильских островов (1979, 1994—1998, 1999—2002)[91].
- Уайдер, Джо (93) — основатель Международной федерации бодибилдеров (IFBB) и конкурса «Мистер Олимпия»; сердечная недостаточность[92].

### 22 марта
- Ачебе, Чинуа (82) — нигерийско-американский писатель, поэт и литературный критик[93].
- Бабин, Жеральд (25) — участник французского реалити-шоу Survivor («Последний герой»); сердечная недостаточность[94].
- Вальдес, Бебо (94) — кубинский композитор и музыкант, пятикратный лауреат премии «Грэмми»[95].
- Гандини, Херардо (76) — аргентинский композитор, пианист, дирижёр, музыкальный педагог[96].
- Кайседо, Франклин (85) — аргентинский актёр[97][88].
- Лагранж, Евгений Владимирович (36) — оператор телекомпаний НТВ и ВГТРК; (ДТП)[98].
- Ллойд, Джеймс (73) — британский боксер, бронзовый призёр летних Олимпийских игр в Риме (1960).
- Уильямс, Рей (58) — американский баскетболист /basketball/article-156501-na-59-m-godu-zhizni-skonchalsja-rjej-uiljams.html.
- Чех, Владимир (61) — чешский актёр[99].

### 21 марта

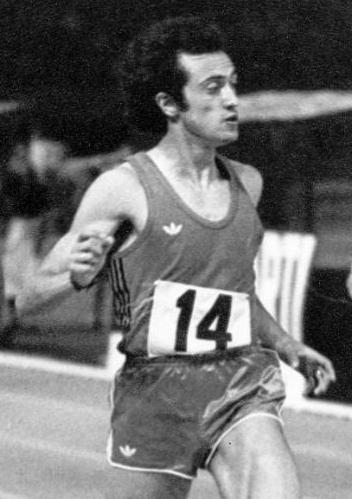
Пьетро Меннеа

- Де Бёс, Дет (55) — нидерландская хоккеистка, чемпион летних Олимпийских игр в Лос-Анджелесе 1984 по хоккею на траве[100].
- Дёмин, Анатолий Сергеевич (81) — советский и российский валторнист и педагог, заслуженный артист РСФСР[101].
- Дзагнидзе, Нугзар (45) — грузинский регбист, трёхкратный чемпион СССР[102].
- Ляйтнер, Людвиг (73) — западногерманский горнолыжник, чемпион мира в комбинации (Инсбрук, 1964)[103].
- Меннеа, Пьетро (60) — итальянский спортсмен, чемпион летних Олимпийских игр в Москве (1980) в беге на 200 м, рекордсмен мира, участник пяти Олимпийских игр, депутат Европейского парламента[104].
- Пас, Анибаль Луис (96) — уругвайский футбольный голкипер, чемпион мира (1950)[105].
- Рамадан аль-Бути, Мухаммед Саид (84) — сирийский суннитский богослов, сторонник Башара Асада; убит во время террористического акта[106].
- Сафин, Камиль Масгутович (53) — советский казахстанский боксёр, обладатель кубка мира по боксу, двукратный чемпион СССР[107].
- Чепмен, Эрнест (86) — австралийский гребец, бронзовый призёр летних Олимпийских игр в Хельсинки (1952)[108].

### 20 марта
- Барроу, Джордж (91) — американский джазовый музыкант[109].
- Герберт, Джеймс (69) — английский писатель[110].
- Лоу, Уоллис Джордж (89) — новозеландский альпинист, последний живой участник экспедиции на Эверест 1953 года[111].
- Манганелли, Антонио (62) — руководитель итальянской полиции (с 2007)[112].
- Рахман, Зиллур (84) — президент Бангладеш (2009—2013)[113].
- Сантьяго, Эмилио (66) — бразильский певец[114].
- Симончелли, Стефано (66) — итальянский фехтовальщик, серебряный призёр летних Олимпийских игр в Монреале (1976)[115].
- Эль Сонбати, Нассер (47) — немецкий профессиональный культурист[116].

### 19 марта
- Дональдсон, Джон (71) — министр иностранных дел Тринидада и Тобаго (1976—1981)[117].
- Маршалов, Борис Павлович (86) — российский журналист, редактор газеты «Челябинский рабочий» (1978—1991)[118].
- Макки, Валентино (75) — итальянский актёр[119].
- Моралес, Эдгардо (58) — пуэрто-риканский музыкант[120].
- Новотельнов, Фёдор Вячеславович (84) — российский художник, заслуженный художник Российской Федерации, почётный член Российской академии художеств[121].
- Парланд, Дэвид (42) — шведский музыкант. Основатель группы Dark Funeral[122].
- Петреску, Ирина (71) — румынская актриса, лауреат VI Московского международного кинофестиваля (1969)[123].
- Савинов, Василий Николаевич (51) — российский актёр театра и кино[124].
- Сергеева, Ирина Михайловна (74) — основатель и руководитель региональной общественной организации «Институт Петербурга»[125].
- Хансен, Хольгер Юль (88) — датский актёр[126].

### 18 марта
- Бромелл, Генри (65) — американский режиссёр, сценарист и продюсер[127].
- Кара-Сал, Виктор Допчуевич (49) — министр природных ресурсов и экологии Республики Тува[128].
- Миглау, Маргарита Александровна (87) — оперная певица, солистка Большого театра, педагог, народная артистка РСФСР (1973)[129].
- Паласиос, Мириам (76) — чилийская актриса[130].
- Самонов, Анатолий Васильевич (81) — российский композитор и пианист, профессор Московской консерватории[131].
- Уильямс, Робин (93) — новозеландский математик[132].
- Энзикат, Петер (71) — немецкий (ГДР) актёр и писатель[133].

### 17 марта
- Айзикович, Марк Львович (66) — солист ВИА «Краяне» и «Фестиваль», исполнитель еврейской песни[134][135].
- Барышников, Дмитрий Фёдорович (94) — участник Великой Отечественной войны, полный кавалер ордена Славы[136].
- Баттек, Рудольф (96) — чешский философ, политик, диссидент[137].
- Биннхейм, Свейн (96) — норвежский офицер, активный участник норвежского движения Сопротивления[138].
- Виртц, Райнер (70) — немецкий социолог и историк[139].
- Деламар, Розин (101) — французский художник по костюмам театра и кино, номинантка на премию «Оскар» («Мадам де…»)[140].
- Копманс, Янтье (89) — голландский певец[141].
- Меор, Шафи Меор Шариман (42) — малайзийский писатель, сценарист и журналист[142].
- Метцнер, Оливье (63) — французский адвокат; предполагается самоубийство[143].
- Мутек, Акио Джонсон (55) — южносуданский епископ Торита[144].
- Фархат, Мария (Мариам) (прозвище Умм Нидаль) (64) — палестинская террористка, депутат парламента Палестинской автономии от движения ХАМАС[145].
- Фиалко, Андрей Александрович (49) — украинский дипломат и политик, советник президента Украины[146].
- Фонтен, Андре (91) — бывший глава совета директоров и главный редактор французской газеты Le Monde (1985—1991)[147].
- Хожай, Оксана Борисовна (48) — украинская певица, актриса, поэт, композитор, заслуженная артистка Украины[148].

### 16 марта
- Авдеев, Михаил (54) — российский самарский поэт и публицист[149].
- Ализаде, Рахман (65) — азербайджанский театральный режиссёр Rəhman Əlizadə
- Бегалишвили, Бадри (79) — грузинский актёр[150].
- Брене, Тронн (59) — норвежский актёр и лирик[151].
- Мамышев-Монро, Владислав Юрьевич (43) — российский художник; утонул[152].
- Мартинес де Ос, Хосе Альфредо (87) — аргентинский экономист и политик, министр экономики (1963, 1976—1981)[153].
- Молина, Джейсон (39) — американский рок-певец и автор песен; множественный отказ внутренних органов[154].
- Муртейра, Марио (79) — португальский политик и экономист[155].
- Роман, Олег Владиславович (87) — учёный в области порошковой металлургии, академик Национальной академии наук Белоруссии[156].
- Солодкина, Марина Михайловна (60) — израильский политик российского происхождения, депутат кнессета, заместитель министра абсорбции[157].
- Торнтон, Фрэнк (92) — британский актёр[158].

### 15 марта
- Волкова, Паола Дмитриевна (82) — советский и российский искусствовед, историк культуры, заслуженный деятель искусств РСФСР[159].
- Гнеповская, Неонила Фёдоровна (87) — советская актриса театра и кино[160].
- Гарднер, Бут (76) — американский политик, губернатор штата Вашингтон (1985—1993)[161].
- Жайлобаев, Шарип (52) — киргизский художник театра и кино[162].
- Иващенко, Анна Михайловна (87) — колхозница, Герой Социалистического Труда (1971)[163].
- Ислам, Джамал Нацрул (74) — бангладешский физик[164].
- Макдоннелл, Леверн (49) — австралийская актриса и кинопродюсер.
- Николаев, Сергей Алексеевич (67) — советский хоккеист, советский и российский хоккейный тренер, мастер спорта СССР международного класса, заслуженный тренер России, главный тренер ХК «Салават Юлаев» (2000—2003)[165].
- Орловецкий, Эмиль (Емельян) Алексеевич (76) — артист оперетты, народный артист Российской Федерации (2003)[166].
- Стражников, Александр Матвеевич (75) — первый глава Мосжилинспекции (1992—2007), профессор, руководитель научной школы по теоретическим основам мониторинга технического состояния жилищного фонда[167].
- Семке, Валентин Яковлевич (76) — российский психиатр, академик РАМН (1994)[168].
- Сеттер, Фелипе (89) — мексиканский футболист[169].
- Эрреро, Сьюбас (69) — филиппинский актёр[170][171].
- Чмыхало, Анатолий Иванович (88) — советский писатель и журналист[172].

### 14 марта

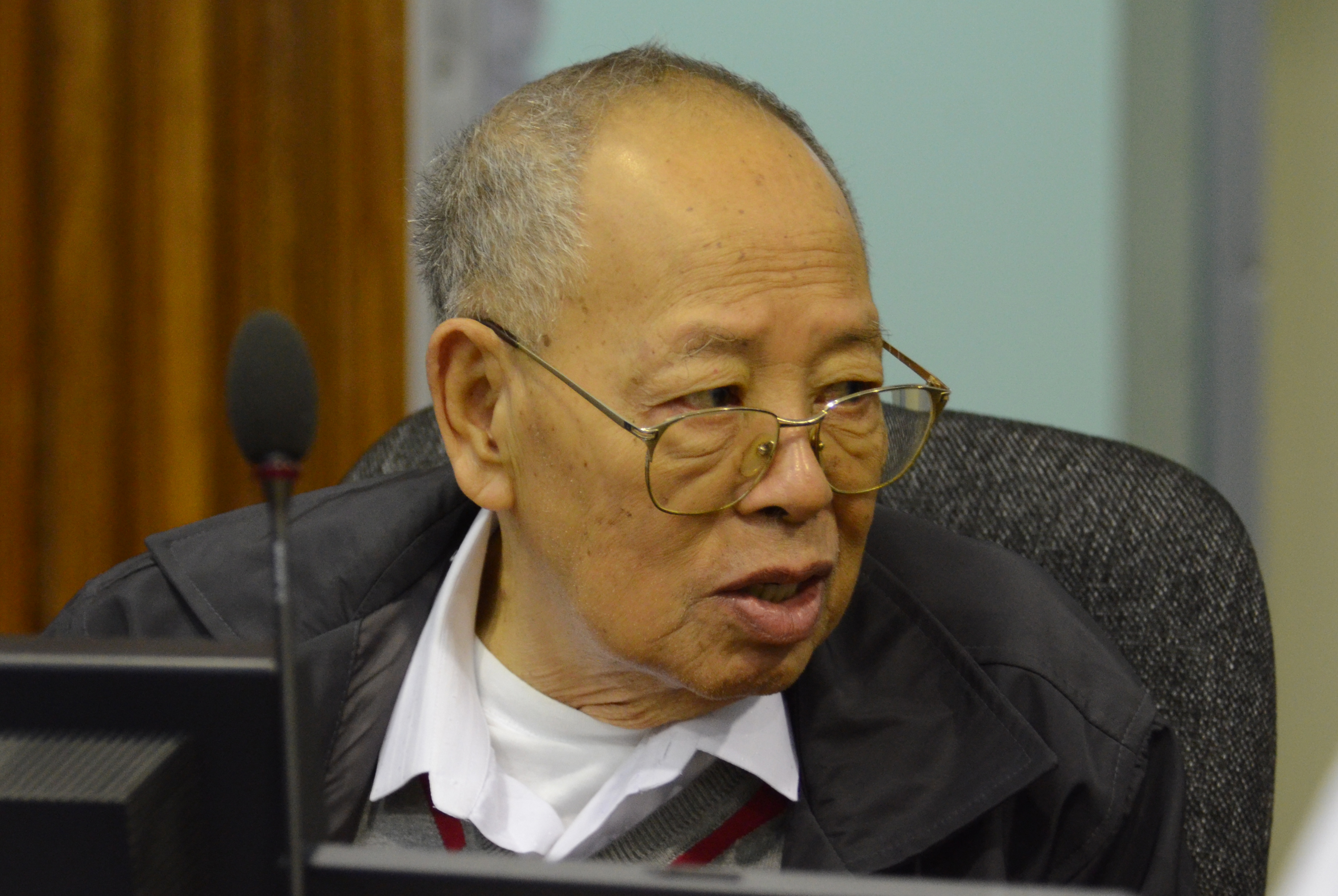
Иенг Сари

- Абишев, Ораз (96) — казахский кинорежиссёр, основоположник казахского документального кино, народный артист Казахской ССР, лауреат Государственной премии Казахской ССР[173].
- Атенс, Андреас (91) — первый президент Всемирного совета греков зарубежья[174].
- Вивес, Камило (71) — кубинский продюсер («Лусия», «Клубника и шоколад»)[175].
- Грациани, Фредерик — французский актёр[176].
- Грен, Джек (83) — американский музыкант[177].
- Гуцу, Мирча (49) — молдавский композитор и певец, рак[178].
- Иенг Сари (87) — кампучийский политик, один из лидеров движения красных кхмеров, министр иностранных дел Камбоджи (1976—1979)[179].
- Казаринова, Елена Анатольевна (52) — российская актриса театра и кино, радиоведущая, вдова актёра Игоря Нефёдова; острый лейкоз[180].
- Клингер, Эдит (90) — австрийская актриса, защитница животных[181].
- Коллир, Норман (87) — британский артист[182]
- Крыжановский Георгий Николаевич (90) — доктор медицинских наук, профессор, академик РАМН (1984)[почётный директор Института общей патологии и патофизиологии РАМН, президент Российского общества патофизиологов и Российского общества по изучению боли[183]..
- Майзлин, Борис Михайлович (62) — советский баскетболист, советский и российский тренер, призёр чемпионата СССР, заслуженный тренер СССР, заслуженный тренер РСФСР, тренер молодёжной сборной СССР[184].
- Нес, Вик (77) — бельгийский композитор и дирижёр[185].
- Саакян, Арамаис (76) — армянский писатель-сатирик[186].
- Фендель, Роза-Мария (85) — немецкая актриса, театральный режиссёр[187].
- Эррера, Сьюбас (69) — филиппинский актёр[188][171].
- Хиетамиес, Мирья (82) — финская лыжница, олимпийская чемпионка в Кортина-д’Ампеццо 1956[189].

### 13 марта
- Блохин, Владимир Иванович (90) — бывший президент Федерации современного пятиборья Украины, полковник запаса, участник Великой Отечественной войны, отец футболиста и тренера Олега Блохина[190].
- Геворкян Артем Ашотович (89) — армянский политик, министр лёгкой промышленности Армянской ССР (1970—1987)[191].
- Горелик, Вольф Михайлович (79) — дирижёр Музыкального театра им. Станиславского и Немировича-Данченко, народный артист Российской Федерации (1999)  (недоступная ссылка).
- Гошкодеря, Валерий Анатольевич (53) — советский футболист, игрок донецкого «Шахтёра»[192] Архивная копия от 24 сентября 2015 на Wayback Machine.
- Гофман, Вернер (84) — австрийский историк искусства[193].
- Локолоко, Торе (82) — папуагвинейский политик, генерал-губернатор Папуа-Новой Гвинеи с 1977 по 1983[194].
- Мансуров, Максуд Нурумович (72) — узбекский актёр, Народный артист Узбекской ССР[195].
- Смирнов, Виталий Степанович (88) — участник Великой Отечественной войны, Герой Советского Союза (1945)[196].
- Стахурский, Владислав (67) — польский футболист и тренер[197].
- Трон, Малаки (84) — американский актёр[198].
- Фендель, Розмари (85) — немецкая актриса[187].
- Хушвахтов, Хушбахт Давлятович (86) — таджикский художник, народный художник Таджикистана[199].
- Шульт, Рольф (85) — немецкий актёр[200].

### 12 марта
- Барр, Клайв (56) — британский музыкант, бывший ударник Iron Maiden[201].
- Вивес, Камило (71) — кубинский продюсер[202] Архивная копия от 18 мая 2013 на Wayback Machine[203].
- Зечви, Шалом (84) — израильский художник[204].
- Кастель, Робер (79) — французский социолог[205].
- Лозоватский, Михаил Абрамович (73) — генеральный директор треста «Уралавтострой» (1979—1985) — заслуженный строитель России, президент Шахматной федерации Челябинской области (2001—2011)[206].
- Мерк, Бруно (90) — немецкий политик и общественный деятель, экс-президент баварского Красного Креста[207].
- Моретти, Ганс (84) — немецкий артист, фокусник[208].
- Мохаммед бин Зареи (154) — неверифицированный «старейший в мире мужчина» из Саудовской Аравии, занесённый в Книгу рекордов Гиннесса[209][неавторитетный источник].
- Репетина, Светлана Васильевна (46) — советская и российская актриса, мастер дубляжа[210].
- Севостьянов, Григорий Николаевич (96) — советский и российский историк, действительный член АН СССР (с 1987 года, с 1991 года — академик РАН), главный редактор журнала «Новая и новейшая история» (1982—2013)[211].
- Суперанская, Александра Васильевна (83) — советский и российский лингвист, доктор филологических наук, профессор. Классик российской и советской ономастики[212].
- Фаттах, Азон Нуртинович (90) — советский композитор, заслуженный деятель Татарской ССР, ветеран Великой Отечественной войны, экс-редактор издательства «Музгиз»[213].
- Шафрот, Хайнц (81) — швейцарский литературный критик и публицист[214].

### 11 марта

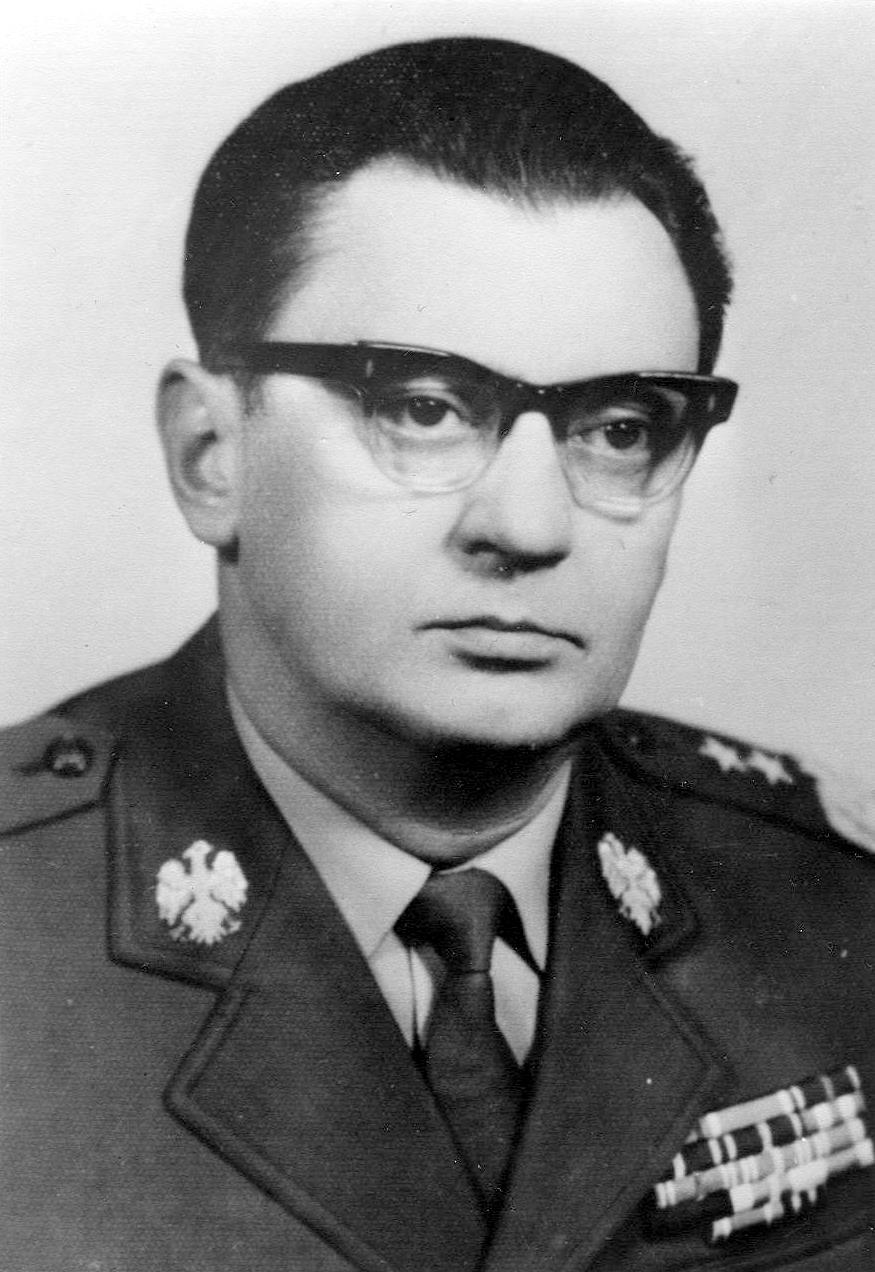
Флориан Сивицкий

- Арендт, Хельга (48) — немецкая (ФРГ) легкоатлетка, чемпионка мира в беге на 400 метров (1989)[215][216].
- Боди, Ласло (47) — венгерский композитор, рок-певец[217].
- Бразак, Пауль (96) — немецкий офицер-подводник, капитан-лейтенант, участник Второй мировой войны[218].
- Буров, Владимир Николаевич (81) — советский и российский энтомолог, член-корреспондент Российской академии сельскохозяйственных наук, доктор биологических наук, профессор.
- Васильев, Борис Львович (88) — советский и российский писатель, лауреат Государственной премии СССР (1975)[219].
- Альберто Консальви, Симон (85) — венесуэльский политик, министр иностранных дел (1977—1979, 1985—1988), министр внутренних дел и юстиции (1988—1989)[220].
- Катанелло, Игнатиас Антонио (74) — американский католический епископ Бруклина[221].
- Кристи, Дуг (66) — канадский политик, глава партии Западный блок (с 2005)[222].
- Минасян, Микаел Мкртичевич (86) — армянский политолог, доктор философских наук, профессор[223].
- Сивицкий, Флориан (88) — польский военный и государственный деятель, генерал армии, Министр национальной обороны Польской Народной Республики (1983—1990)[224].
- Файль, Эрнст (80) — немецкий теолог и философ[225].
- Эндрюс, Эрика (43) — американская актриса и фотомодель[226].

### 10 марта
- Авдалбекян, Сурен Хачатурович (92) — армянский хирург, доктор медицинских наук, профессор, академик Национальной академии наук Республики Армения, основатель Национального института здравоохранения.
- Авдеева, Лариса Ивановна (87) — оперная певица (меццо-сопрано), народная артистка РСФСР (1964)[227].
- Аракчеев, Борис Владимирович (86) — белорусский советский живописец и педагог[228].
- Грегор, Франтишек (74) — чехословацкий хоккеист, бронзовый призёр Олимпиады-1964[229].
- Зыбин, Станислав Фёдорович (71) — ректор и президент Санкт-Петербургской юридической академии.(с 1997 года)[230].
- Лилиан, герцогиня Халландская (97) — член шведского королевского дома, супруга принца Бертиля, герцога Халландского (1912—1997), тётя короля Карла XVI Густава, самый пожилой член шведского королевского дома и любой королевской семьи Европы[231]
- Магомедова, Манаба Омаровна (84) — дагестанский художник-ювелир, мастер народного промысла, народный художник Дагестана[232].
- Меркурьева, Ирина Эдуардовна (46) — российский театровед, внучка Василия Меркурьева, правнучка Всеволода Мейерхольда, последствия ДТП[233].
- Росс, Ян — американский инженер и учёный, один из изобретателей эпитаксии, президент Bell Labs (1979—1991)[234].
- Сареток, Зофия (74) — польская актриса[235].
- Серезли, Метин (79) — турецкий актёр[236].
- Товстоногова, Натела Александровна (86) — младшая сестра режиссёра Георгия Александровича Товстоногова, вдова народного артиста СССР Евгения Лебедева[237].
- Хажитов Содном Дариевич (59) — российский актёр, народный артист Бурятии, заслуженный артист Российской Федерации[238].
- Ямагути, Масао (81) — японский антрополог[239].

### 9 марта
- Амирэджиби, Тенгиз Константинович (85) — грузинский пианист и музыкальный педагог, народный артист Грузии[240].
- Бланкенбург, Эльке Маша (69) — немецкая историк музыки, автор церковной музыки, дирижёр[241].
- Карлссон, Руне (72) — шведский джазовый музыкант, ударник[242].
- Лаки, Джим (77) — американский джазовый музыкант, ударник, руководитель джазового ансамбля[243].
- Лопес, Розита Томас (92) — бразильская актриса «Власть желания»[244][245].
- Шах, Вирен (86) — индийский политик, губернатор штата Западная Бенгалия (1999—2004)[246].
- Якобсон, Макс (89) — финский дипломат и политический деятель[247].

### 8 марта
- Акопян, Акоп Тигранович (89) — армянский художник, народный художник Армении[248].
- Бризеник, Хартмут (63) — немецкий (ГДР) легкоатлет, бронзовый призёр Олимпийских игр 1972 года в Мюнхене в толкании ядра; двукратный чемпион Европы[249].
- Гайвась, Оксана (35) — украинская актриса и художница[250].
- Гунашев, Магомед Гунашевич (76/77) — дагестанский писатель, заместитель главного редактора газеты «Насихат» (Хасавюрт, Республика Дагестан).
- Кантор, Георгий Михайлович (82) — российский и израильский музыковед и писатель[251].
- фон Клейст-Шменцин, Эвальд Генрих (90) — бывший нацистский офицер, последний участник заговора 20 июля, основатель Мюнхенской конференции по безопасности[252].
- О`Коннелл, Джон (83) — ирландский политик, министр здравоохранения (1992—1993)[253].
- Пахоменко, Мария Леонидовна (75) — советская и российская эстрадная певица, народная артистка РФ (1998), лауреат Международных конкурсов; пневмония[254].
- Тельес, Раймонд (97) — американский политик и дипломат, мэр Эль-Пасо (1957—1961), посол в Коста-Рике (1961—1967)[255].

### 7 марта
- Биньяска, Джулиано (67) — швейцарский бизнесмен, издатель, политик, основатель и лидер Лиги Тичино[256].
- Болл, Келли (82) — британский джазовый музыкант[257].
- Бэнкс, Питер (65) — британский гитарист, участник первоначального состава группы Yes; сердечный приступ[258].
- Ванян, Ованес (65) — советский и армянский киноактёр[259].
- Дамиани, Дамиано (90) — итальянский режиссёр и сценарист[260].
- Зварткрёйс, Ян (87) — нидерландский футболист и тренер, бывший тренер сборной Нидерландов[261] Архивная копия от 24 сентября 2015 на Wayback Machine.
- Коме, Дидье (70) — бельгийский художник, автор газетных комиксов[262].
- Рокитский, Владимир Георгиевич (56) — первый заместитель председателя Службы безопасности Украины (2010—2012), начальник главного управления по борьбе с коррупцией и организованной преступностью при СБУ[263].
- Рубцов, Иван Фёдорович (89) — участник Великой Отечественной войны, Герой Российской Федерации[264].
- Сарасин, Пао (83) — таиландский политик, заместитель премьер-министра, министр внутренних дел (1992)[265].
- Торкзинер, Жак (98) — один из лидеров международного сионистского движения[266].
- Черепанов, Виктор Сергеевич (55) — советский и российский актёр[267].
- Шефиев, Джамал Азизович (83) — дагестанский писатель, сценарист, музыкант, директор музея культуры и искусства народов Южного Дагестана[268].

### 6 марта

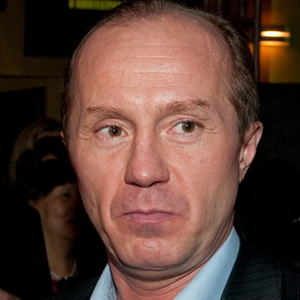
Андрей Панин

- Бишофф, Сабина (54) — немецкая фехтовальщица чемпионка Олимпийских игр 1984 года в Лос-Анджелесе[269].
- Войницкий, Роман (52) — глава объединения белорусских общин Литвы и клуба литовских белорусов «Сябрына», заместитель председателя Совета национальных общин при министерстве культуры Литовской Республики; убит[270][271].
- Гиш, Дуэйн (92) — американский креационист и биохимик[272].
- Гофман, Гинтер (89) — немецкий ботаник и биолог[273].
- Клеланд, Уоллес (83) — американский биохимик, впервые использовавший дитиотреитол, известный как реактив Клеланда[274].
- Палькин, Николай Егорович (85) — советский и российский поэт, заслуженный работник культуры России, автор текста более 100 песен[275].
- Панин, Андрей Владимирович (50) — российский актёр театра и кино, заслуженный артист Российской Федерации[276][277].
- де Равет, Вард (88) — бельгийский актёр[278].
- Триандафилов, Христофор Васильевич (76) — советский и российский кинооператор
- Чорао (42) — бразильский рок-певец[279].
- Шао Чжаньвэй (56) — китайский политик, мэр Ханчжоу[280].
- Элвин Ли (68) — британский музыкант и певец[281].

### 5 марта

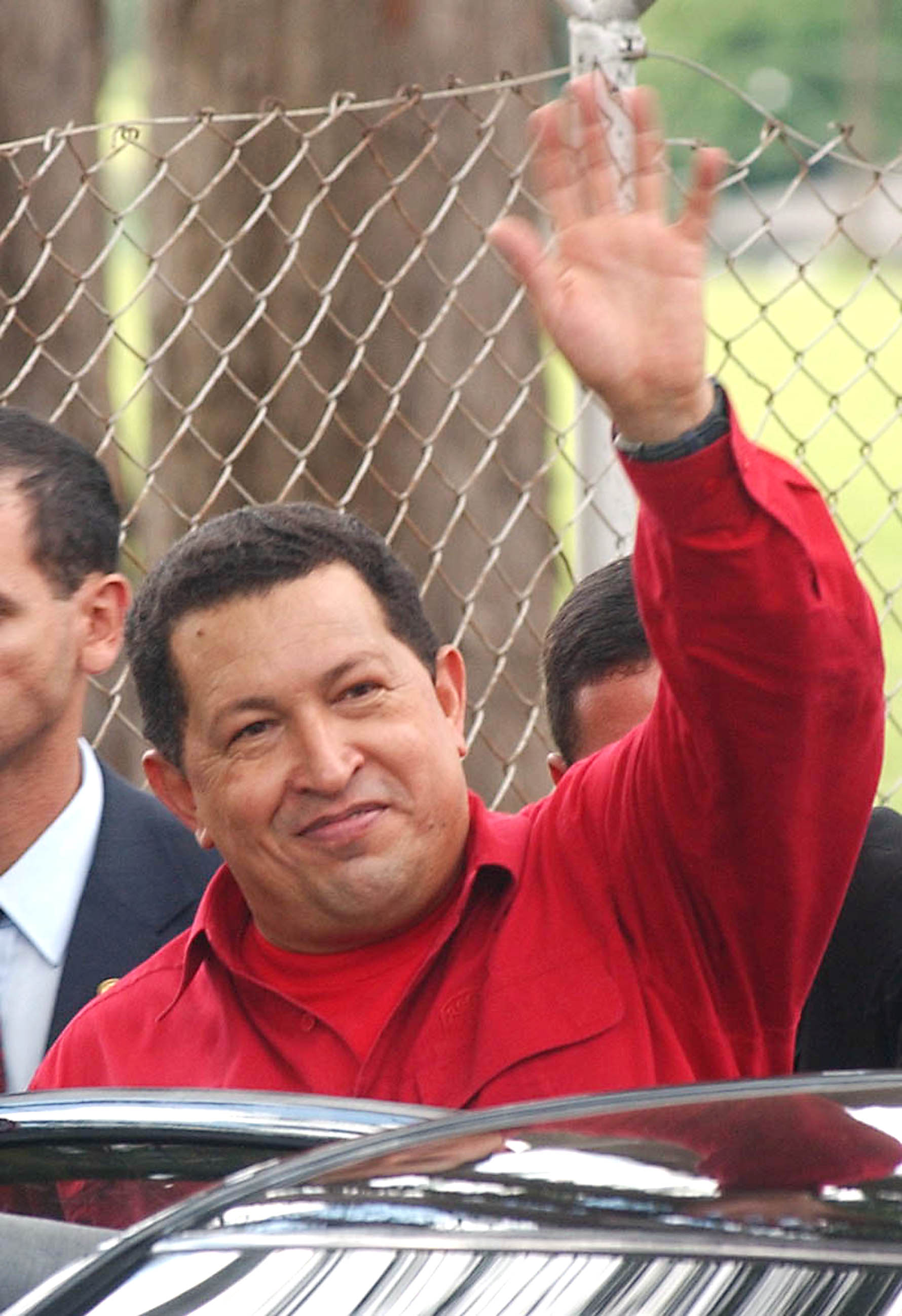
Уго Чавес

- Берер, Пол (58) — профессиональный боец WWE, а позже менеджер[282].
- Данилюк, Андрей Викторович (54) — актёр театра Российской Армии, заслуженный артист России[283].
- Иванов, Борис Сергеевич (76) — российский журналист и писатель[284].
- Кабанов, Модест Михайлович (86) — директор Санкт-Петербургского научно-исследовательского психоневрологического института им. В. М. Бехтерева (1964—2002), профессор, заслуженный деятель науки РФ[285].
- Лемэр, Франсис (76) — французский актёр[286].
- Летичевский, Александр Иосифович (71) — советский кинооператор
- Лукашевич, Леон (89) — польский информатик[287].
- Рубин, Илья Давидович (88) — советский и израильский художник.
- Пфафф, Дитер (65) — немецкий актёр и режиссёр[288].
- Раязулохана (77) — индийская актриса[289].
- Релиа, Роберт (82) — американский продюсер[290].
- Фаулер, Кельвин (73) — американский баскетболист, чемпион летних Олимпийских игр в Мехико (1968)[291].
- Худяков, Геннадий Иванович (69) — советский юный киноактёр, научный сотрудник НИИ телевидения в Санкт-Петербурге, в детстве сыгравший Женьку Богорада в фильме «Старик Хоттабыч»[292].
- Чавес, Уго (58) — 74-й президент Венесуэлы (1999—2013)[293].
- Шакили, Фарман (58) — азербайджанский актёр Fərman Şəkili.
- аль-Шихаби, Хикмат (81—82) — сирийский генерал, начальник штаба сирийской армии (1974—1998)[294].

### 4 марта
- Грин, Ховард (89) — британский актёр[295].
- Горюнов, Владимир Иванович (83) — российский востоковед-индолог, профессор МГИМО[296].
- Мур, Майкл (98) — американский актёр и режиссёр[297][298].
- Некаро, Маурус (57) — намбийский поитик, губернатор Окаванго (с 2010)[299].
- Савари, Жером (70) — французский актёр, режиссёр, драматург[300].
- Смит, Хобарт Мур (100) — американский зоолог[301].
- Узбеков, Туркестан Максютович (89) — казахстанский оперный дирижёр, музыкальный педагог, участник Великой Отечественной войны[302].
- Уоррен Фран (87) — американская певица и актриса[303].
- Фроман, Менахем (68) — израильский раввин и миротворец[304].
- Хайнигер, Патрик (62) — швейцарский бизнесмен, генеральный директор Rolex (1992—2008)[305].
- Хинтереггер, Геральд (84) — австрийский дипломат, посол Австрии в Испании (1975—1978), СССР (1978—1981), исполнительный секретарь ЕЭК (1987—1993)[306].
- Хэлберт, Чик (94) — американский баскетболист, игравший в БАА и НБА (1946—1951)[307].

### 3 марта

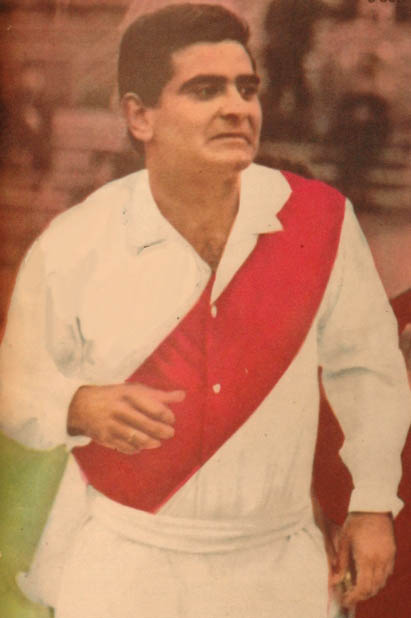
Луис Кубилья

- Астахов, Евгений Евгеньевич (87) — русский и советский прозаик, журналист, публицист, сценарист, драматург, редактор.
- Василевский, Юрий Александрович (87) — советский военный деятель, генерал-лейтенант авиации.
- Гайворонский, Федот Филиппович (94) — начальник оперативного управления штаба Ленинградского военного округа (1956—1963), заместитель начальника Военной академии Генерального штаба по научной работе, генерал-полковник в отставке[308].
- Горанов, Пламен (36) — болгарский общественный деятель, совершил самосожжение перед мэрией Варны[309].
- Гюрсес, Мюслюм (59) — турецкий певец, музыкант и композитор[310].
- Ивлев, Дюис Данилович (82) — советский и российский учёный-механик, доктор физико-математических наук, профессоp[311].
- Кигли, Джордж (83) — британский бизнесмен, генеральный директор Банка Ольстера[312].
- Кремзер, Манфред (62) — австрийский философ, теолог; преподавал в Венском университете[313] Архивировано 7 марта 2013 года..
- Кубилья, Луис (72) — уругвайский футболист и тренер[314].
- Мэтьюз, Ричард — южноафриканский режиссёр и продюсер, лауреат премий Эмми и BAFTA, авиакатастрофа[315].
- Роджерс, Бобби (73) — американский певец и композитор (The Miracles)[316].
- Санчо, Хосе (68) — испанский актёр[317].
- Стронг, Джеймс — австралийский бизнесмен, генеральный директор Qantas (1993—2001)[318].
- Франк, Герц Вульфович (87) — советский, латвийский и израильский режиссёр-кинодокументалист[319].
- Экхоф, Йохан (71) — немецкий экономист, преподаватель Кёльнского университета[320].

### 2 марта
- Бельмухтар, Мухтар (40) — алжирский террорист, основатель и руководитель группировки «Аль-Каида в странах исламского Магриба», убит[321].
- Гавришев, Валерий Георгиевич (84) — передовик сельского хозяйства, Герой Социалистического Труда (1948)[322].
- Згерский, Геннадий Анатольевич (84) — пограничник, командующий Закавказским пограничным округом (1984—1988), генерал-лейтенант в отставке[323].
- Категая, Эрия (67) — угандийский политик, министр иностранных дел (1996—2001), министр внутренних дел (2001—2003), заместитель премьер-министра и министр по делам Восточноафриканского сообщества с 2006 года[324].
- Колокитас, Гиоргос (67) — греческий баскетболист [www.sentragoal.gr/article.asp?catid=10495&subid=2&pubid=129313514].
- Пунегова, Людмила Викторовна (54) — российская художница, автокатастрофа[325].
- Скау, Бьёрн (85) — норвежский политик, министр юстиции (1981)[326].
- Тимошечкин, Михаил Федорович (87) — воронежский советский и российский писатель, участник Великой Отечественной войны  (недоступная ссылка)  (недоступная ссылка).
- Тровайоли, Армандо (95) — итальянский композитор, музыкант и дирижёр[327].
- Чайка, Владимир Дмитриевич (64) — городской голова Николаева (Украина) (2000—2013); сердечный приступ[328].
- Шнитгер, Ханс (97) — нидерландский игрок в хоккей на траве, бронзовый призёр Олимпийских игр 1936 года в Берлине по хоккею на траве[329].

### 1 марта

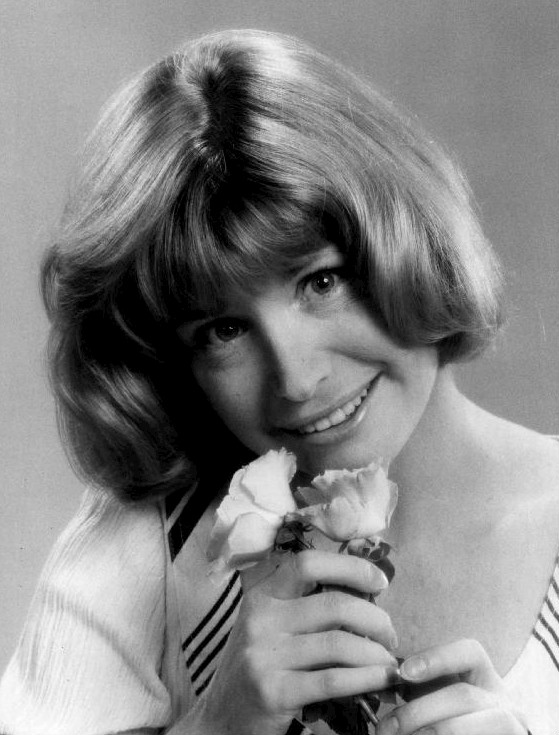
Бонни Франклин

- Альберт Авраменко (76) — советский и российский литературовед, профессор, заведующий кафедрой истории русской литературы XX—XXI века филологического факультета МГУ[330].
- Алексеев, Владимир Борисович (79) — член советского отряда космонавтов (1969—1983), 4-й набор ВВС[331]
- Армстронг, Кэмпбелл (69) — британский сценарист, автор, профессор[332].
- Ванель, Габриэль Мари Этьен (88) — французский архиепископ Оша (1985—1996)[333].
- Гусейнов, Хиджран Солтан оглы (70) — азербайджанский диктор и телеведущий, заслуженный артист Азербайджана[334].
- Джонсон, Эвуд (псевдоним Mr. Majic) (37) — американский музыкант, автокатастрофа[335].
- Калиновски, Джон (66) — британский музыкальный менеджер[336].
- Кин, Пэт (79) — американская актриса[337][338].
- Кэнаван, Крис (84) — британский актёр[339].
- Менелло, Рик (60) — американский сценарист («Любовники»)[340].
- Пуйяна, Рафаэль (81) — колумбийский пианист, клавесинист и композитор[341].
- Франклин, Бонни (69) — американская актриса[342].
- Эйкенс, Джуэл (79) — американский певец[343].